# Панчішко Христина Миколаївна
Кристина Миколаївна Панчішко (3 червня 1998) — українська плавчиня.
Учасниця Олімпійських Ігор 2020 року, де в марафонському плаванні на дистанції 10 кілометрів посіла 22-ге місце.